# Kęszyca-Kolonia
Kęszyca-Kolonia (niem. Kainscht Abbau) – przysiółek wsi Święty Wojciech w Polsce, położony w województwie lubuskim, w powiecie międzyrzeckim, w gminie Międzyrzecz. Wchodzi w skład sołectwa Święty Wojciech.
W latach 1975–1998 przysiółek administracyjnie należał do województwa gorzowskiego.